# Ambuchanania leucobryoides
Espèce
Classification phylogénétique
Statut de conservation UICN

 VU  : Vulnérable
Ambuchanania leucobryoides est une espèce de mousses de l'ordre des Sphagnales ou des Ambuchananiales (selon les classifications), de la famille des Ambuchananiaceae, du genre Ambuchanania.